# پیتراشن
پیتراشن (به لهستانی:  Pietraszyn) یک روستا در لهستان است که در گمینا کژانوویتسه واقع شده‌است.

## نگارخانه

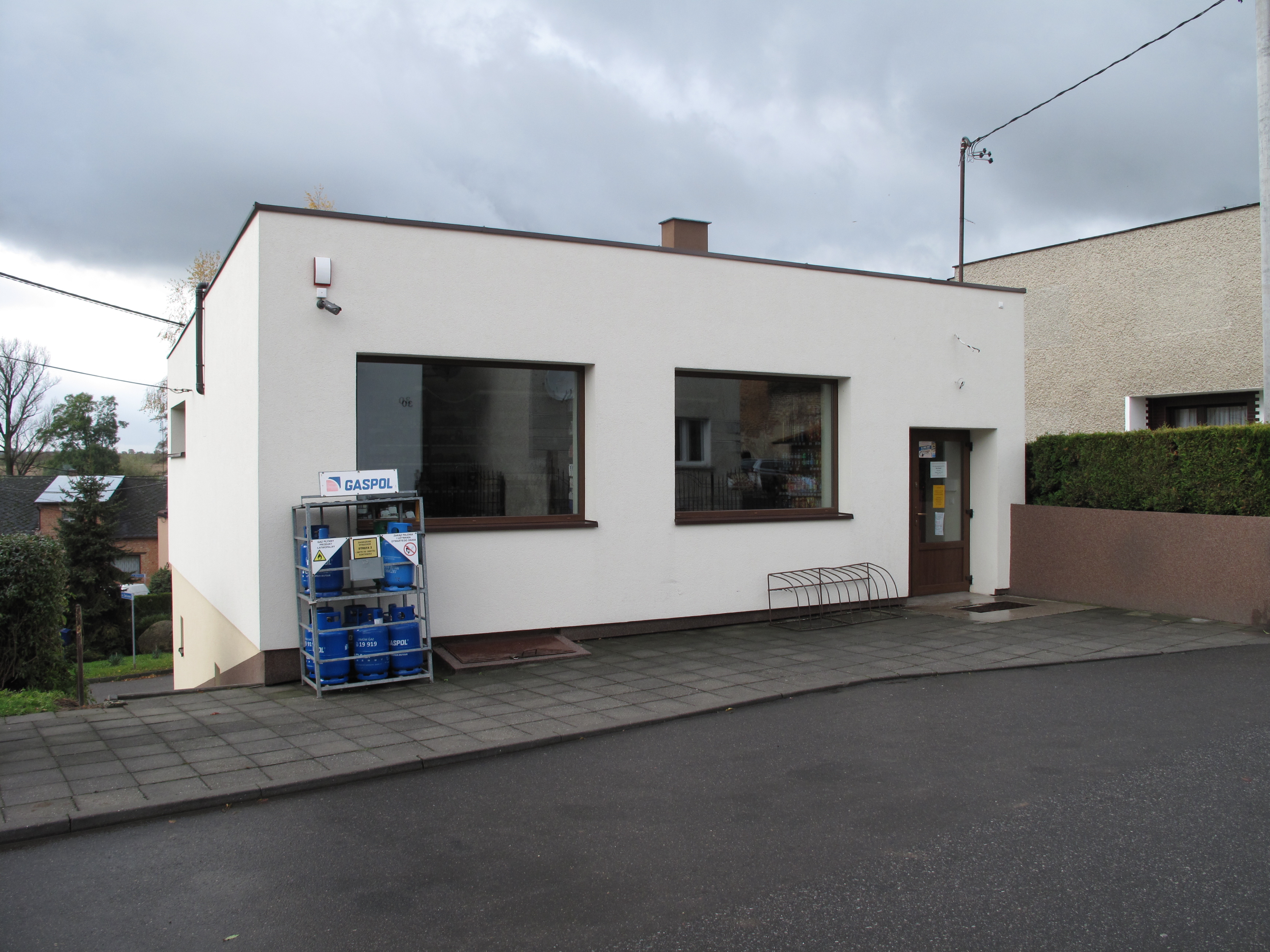
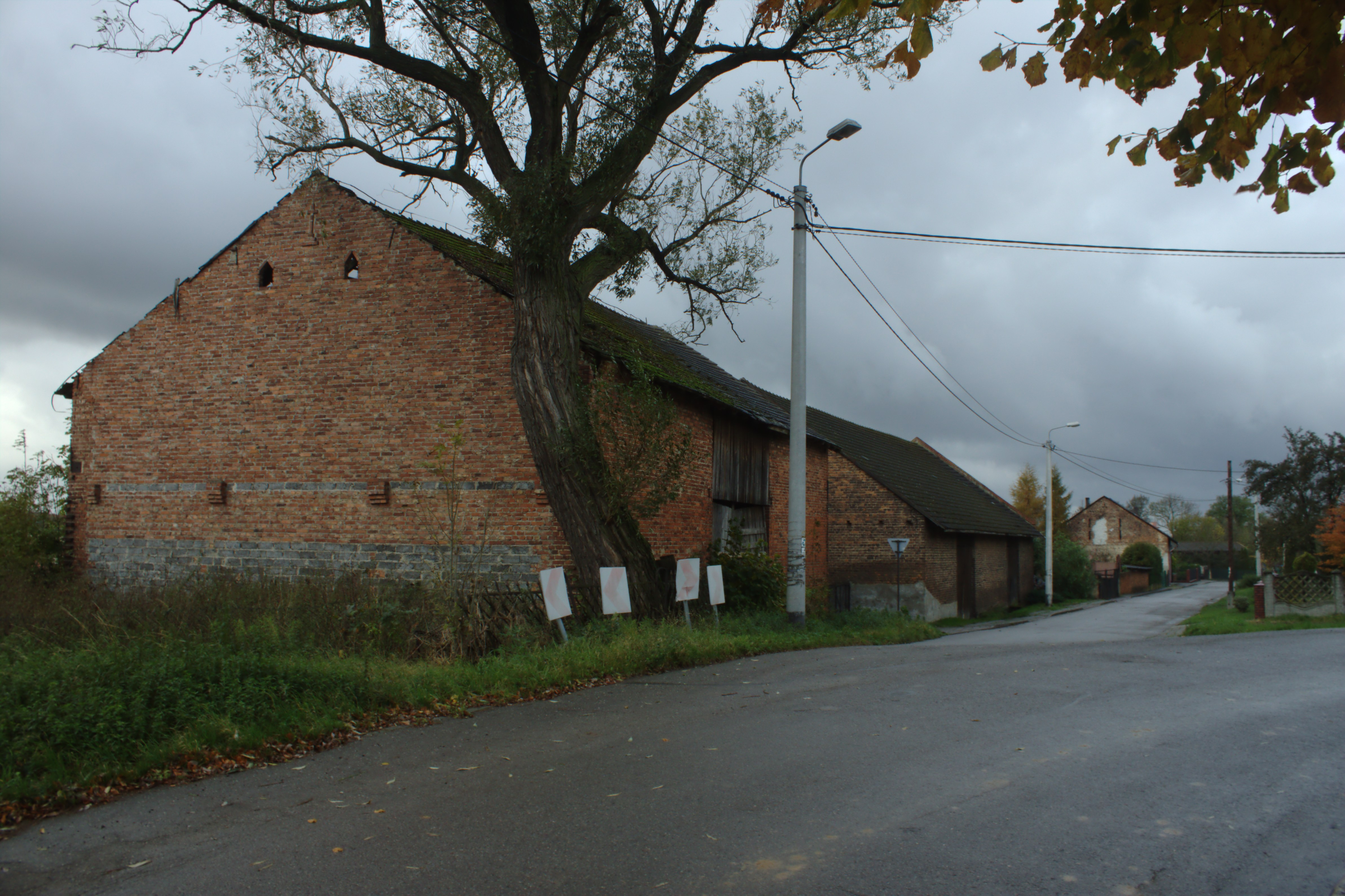
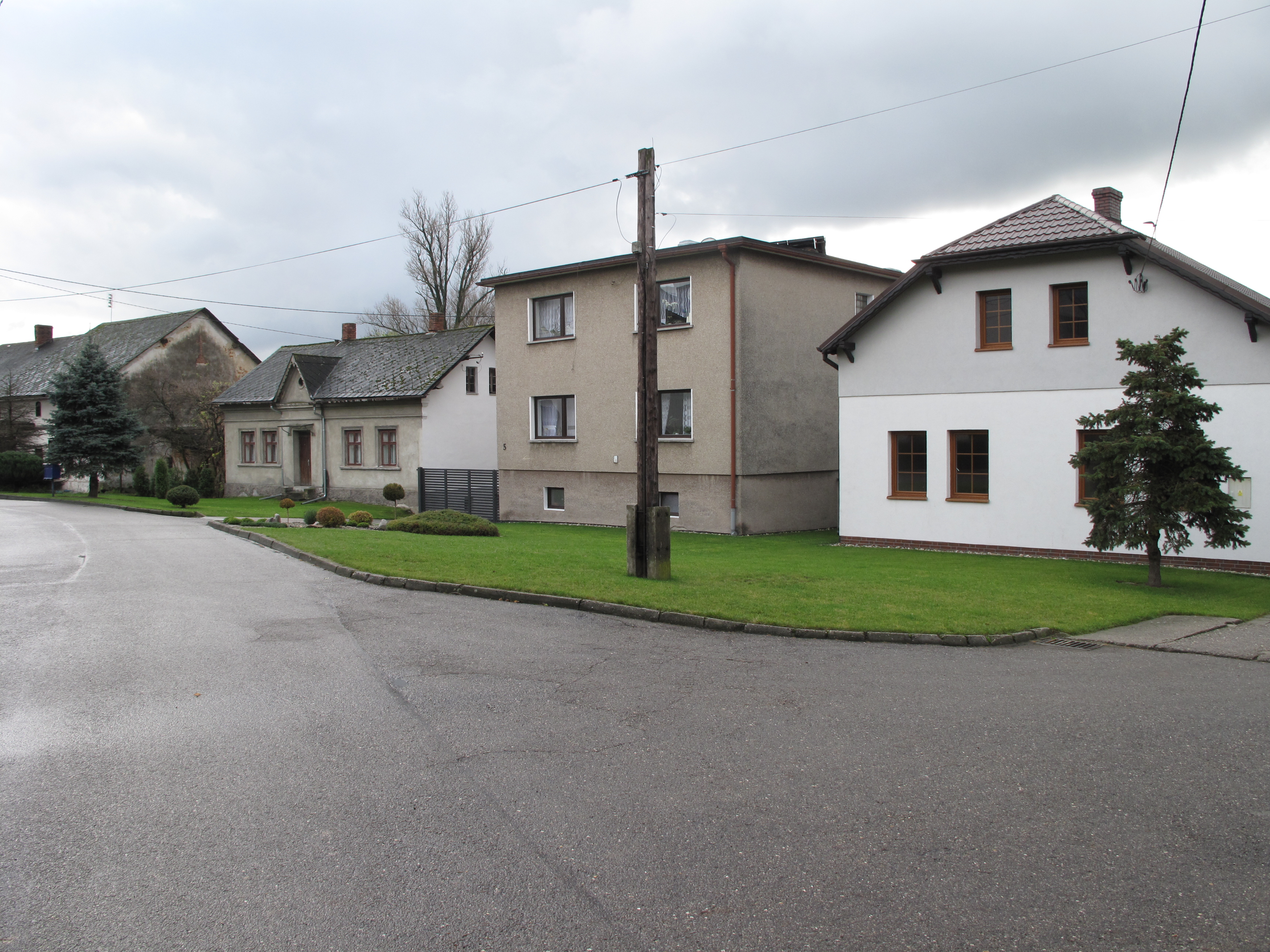